# Андраж Веховар
Андраж Веховар (Љубљана, 1. март 1972) је словеначки кајакаш у дисциплини кајак на дивљим водама. На Олимпијским играма у Атлатни 1996. освојио је прву медаљу за Словенију у кајаку на Олимпијским играма, сребро у дисциплини К-1. На Светским првенствима освојио је две сребрне медаље у тимској дисциплини, 1995. и 1999. На Европским првенствима је такође освојио две тимске медаље, 1996. сребро и 1998. бронзу. Проглашен је за најбољег спортисту Словеније 1996. године.